# ایرن اولت کانل
ایرن اولت کانل (انگلیسی: Kieran Ault-Connell؛ زادهٔ ۳۰ ژوئیهٔ ۱۹۸۱) ورزشکار دو و میدانی اهل استرالیا است.
وی در مسابقات کشوری و بین‌المللی در مجموع برندهٔ ۲ مدال طلا، ۱ مدال نقره، ۲ مدال برنز شده‌است.